# Siccia gypsia
Siccia gypsia là một loài bướm đêm thuộc phân họ Arctiinae, họ Erebidae.